# Граово
Граово је насељено место града Лесковца у Јабланичком округу. Према попису из 2022. било је 108 становника.

## Положај села
Тамо где је средишњи део Граова налази се котлиница у којој је главни атар и већи број сеоских кућа. Котлиница је отворена према северу долином Граовске Речице.

## Тип села
Граово је умерено разбијеног типа. Подељено је на Доњу и Горњу Махалу. У тим махалама постоје посебне родовске групе кућа. У Граову је 1959. године било 120 кућа.

## Старине у селу
У Граову, на дну поменуте котлинице, једно место с зове Латинско Црквиште. Ту се види „грамађе са камењем“. Око црквишта постоји „Латинско Гробље“. Старих гробова има и на местима Бујевац и Оскоруша. У народу се прича да ове старине потичу од становника који су овде живели пре оснивања данашњег села.
Говори се да су некада на земљишту Граова боравили неки Татари. За њих се каже „да су јели људе“. Касније „када се накупио српски народ“, Татари су били најурени. По њима је остао назив Татарци.

## Постанак села
Данашње Граово основано је од досељеника. Ти досељеници су били преци данашњих родова који славе Аранђеловдан. Када су они дошли „овде је била пустиња“. Селиште је место које се налази у дну поменуте котлинице. Ту су биле прве куће данашњег села. До друге половине XIX века све сеоске куће (18) налазиле су се на Селишту. Затим је настало расељавање насеља, због потреба сточарства мештани су почели градити куће по целом атару. Потес Старо Село лежи у источном делу насеља. Ту је данас сеоско гробље. На Старом Селу имали су куће преци неких родова сада насељених у Доњој Махали.
За време Турака у Граово је лети долазио спахија из Врања. Њему су сељаци „за десетак“ вршили жито на гумну код данашње школе. Прича се да су кроз овај крај Грделичке Клисуре с’ времена на време пролазили „Арнаути Дибрани“. Запамћени су по пљачкању српског становништва.
Сеоска слава је Марковдан. Тада се мештани са гостима скупљају на месту Смедеревац код данашње школе. Ту постоји крст. О већим, празницима мештани Граова посећују цркву у Мртвици.
За време Другог светског рата Бугари су у Граову побили 64 мушкарца, нешто жена и деце. Говори се да су Бугари тада сами рушили железничку пругу у Грделичкој Клисури само да би нашли повод за убијање Срба.

## Демографија
У насељу Граово живи 225 пунолетних становника, а просечна старост становништва износи 45,5 година (44,5 код мушкараца и 46,5 код жена). У насељу има 94 домаћинства, а просечан број чланова по домаћинству је 2,95.
Ово насеље је у потпуности насељено Србима (према попису из 2002. године), а у последња три пописа, примећен је пад у броју становника.
|             | \| Демографија[2] \| Демографија[2] \| Демографија[2] \| \| Година \| Становника \| Становника \| \| -------------- \| -------------- \| -------------- \| \| 1948. \| 713 \| \| \| 1953. \| 727 \| \| \| 1961. \| 666 \| \| \| 1971. \| 559 \| \| \| 1981. \| 430 \| \| \| 1991. \| 356 \| 356 \| \| 2002. \| 277 \| 278 \| \| 2011. \| 215 \| \| \| 2022. \| 108 \| \| |            |
| Демографија | |            |
| Година      | Становника | Становника |
| 1948.       | 713 |            |
| 1953.       | 727 |            |
| 1961.       | 666 |            |
| 1971.       | 559 |            |
| 1981.       | 430 |            |
| 1991.       | 356 | 356        |
| 2002.       | 277 | 278        |
| 2011.       | 215 |            |
| 2022.       | 108 |            |

| Етнички састав према попису из 2002.‍ | Етнички састав према попису из 2002.‍ | Етнички састав према попису из 2002.‍ | Етнички састав према попису из 2002.‍ | Етнички састав према попису из 2002.‍ |
| ------------------------------------ | ------------------------------------ | ------------------------------------ | ------------------------------------ | ------------------------------------ |
|                                      |                                      |                                      |                                      |                                      |
| Срби                                 | Срби                                 |                                      | 277                                  | 100,0%                               |
| непознато                            | непознато                            |                                      | 0                                    | 0,0%                                 |

| Година пописа     | 1948. | 1953. | 1961. | 1971. | 1981. | 1991. | 2002. |
| ----------------- | ----- | ----- | ----- | ----- | ----- | ----- | ----- |
| Број домаћинстава | 124   | 129   | 135   | 137   | 123   | 111   | 94    |

| Број чланова      | 1  | 2  | 3  | 4  | 5 | 6 | 7 | 8 | 9 | 10 и више | Просек |
| ----------------- | -- | -- | -- | -- | - | - | - | - | - | --------- | ------ |
| Број домаћинстава | 21 | 28 | 13 | 14 | 9 | 6 | 2 | 0 | 0 | 1         | 2,95   |

| Пол    | Укупно | Неожењен/Неудата | Ожењен/Удата | Удовац/Удовица | Разведен/Разведена | Непознато |
| ------ | ------ | ---------------- | ------------ | -------------- | ------------------ | --------- |
| Мушки  | 117    | 23               | 78           | 12             | 4                  | 0         |
| Женски | 114    | 13               | 77           | 19             | 5                  | 0         |
| УКУПНО | 231    | 36               | 155          | 31             | 9                  | 0         |

| Пол    | Укупно                    | Пољопривреда, лов и шумарство | Рибарство                            | Вађење руде и камена | Прерађивачка индустрија       |
| ------ | ------------------------- | ----------------------------- | ------------------------------------ | -------------------- | ----------------------------- |
| Мушки  | 58                        | 18                            | 0                                    | 0                    | 2                             |
| Женски | 21                        | 16                            | 0                                    | 0                    | 2                             |
| УКУПНО | 79                        | 34                            | 0                                    | 0                    | 4                             |
| Пол    | Производња и снабдевање   | Грађевинарство                | Трговина                             | Хотели и ресторани   | Саобраћај, складиштење и везе |
| Мушки  | 0                         | 19                            | 1                                    | 3                    | 10                            |
| Женски | 0                         | 0                             | 0                                    | 2                    | 0                             |
| УКУПНО | 0                         | 19                            | 1                                    | 5                    | 10                            |
| Пол    | Финансијско посредовање   | Некретнине                    | Државна управа и одбрана             | Образовање           | Здравствени и социјални рад   |
| Мушки  | 1                         | 0                             | 4                                    | 0                    | 0                             |
| Женски | 0                         | 0                             | 0                                    | 1                    | 0                             |
| УКУПНО | 1                         | 0                             | 4                                    | 1                    | 0                             |
| Пол    | Остале услужне активности | Приватна домаћинства          | Екстериторијалне организације и тела | Непознато            | Непознато                     |
| Мушки  | 0                         | 0                             | 0                                    | 0                    | 0                             |
| Женски | 0                         | 0                             | 0                                    | 0                    | 0                             |
| УКУПНО | 0                         | 0                             | 0                                    | 0                    | 0                             |